# Potere Supremo
Potere Supremo (Ultimate Power) è una miniserie di 9 numeri pubblicata dalla Marvel Comics. La serie è un crossover tra l'universo di Supreme Power e l'universo Ultimate,  scritta da Brian Michael Bendis, J. Michael Straczynski e Jeph Loeb con disegni di Greg Land, autore anche delle copertine.
Si tratta del primo vero crossover tra l'universo Ultimate e un altro universo Marvel alternativo già esistente, quello di Supreme Power.

## Trama

### Numero 1
I Fantastici Quattro combattono contro la Società dei serpenti, che ha fatto irruzione al Progetto Pegasus al Devil's Point, nel Wyoming. Durante la battaglia, la Cosa viene offeso e deriso come uno scherzo della natura, ricordando a Reed Richards che non è stato capace di farlo tornare al suo normale aspetto.
Reed richiede allo S.H.I.E.L.D. fondi per la ricerca interdimensionale, dichiarando che vorrebbe spedire delle sonde per raccogliere dati da tutte le altre dimensioni che può trovare, ma Nick Fury rifiuta, dicendo che il progetto è solo una scusa per curare Ben e gli vieta di condurre il progetto da solo. Nonostante ciò, Reed Richards spedisce cinque sonde in altre dimensioni, includendo la Zona negativa.
Il tetto del Baxter Building viene strappato via di colpo. Sue usa il suo campo di forza per proteggere la squadra e i rappresentanti della fabbrica di giocattoli. Quando Sue sposta le macerie, improvvisamente compare lo Squadrone Supremo.

### Numero 2
Vicino al Baxter Building l'Uomo Ragno e Kitty Pryde vedono l'accaduto e decidono di investigare, unendosi ai Fantastici Quattro contro lo Squadrone Supremo, di cui tutti i componenti non riescono a parlare correttamente e non si possono controllare pienamente a causa del dislocamento temporale e spaziale cui si sono sottoposti per raggiungere la Terra Ultimate. Quando Kitty Pryde chiama in rinforzo gli X-Men, Nick Fury e gli Ultimates scendono in campo dichiarando tutti in arresto. Ma lo Squadrone resiste fino all'arrivo degli X-Men.
Lo Squadrone Supremo dopo un po' si adatta alla nuova dimensione e Hyperion può finalmente spiegare quali sono le loro reali intenzioni: dichiara che sono arrivati per arrestare il dottor Reed Richards con l'accusa di crimini contro l'umanità, suscitando il divertimento di molti presenti. Sue chiede cosa deve fare e Nigthawk urla «Ha distrutto il nostro mondo! Ha distrutto ogni cosa!». Zerda mostra uno dei dispositivi che Reed aveva spedito nella Zona negativa.

### Numero 3
Il numero inizia con un flashback degli eventi avvenuti nel Supremeverse che hanno causato l'intervento dello Squadrone nell'universo Ultimate; una delle sonde di Mister Fantastic entra nella realtà dello Squadrone Supremo e, in qualche modo, porta nel loro mondo una specie aliena sconosciuta, che inizia ad alterare la loro atmosfera in modo nocivo.
Ritornando al presente, Hyperion chiede a Reed Richards di andare con loro per risolvere la situazione e per subire il processo. Richards accetta e sparisce con lo Squadrone in un lampo di luce. Fury decide di andare in suo soccorso.

### Numero 4
A bordo dell'Helicarrier gli eroi Ultimate stanno cercando qualcuno che possa rilevare la traccia di energia lasciata dallo Squadrone per tornare al loro mondo. L'Uomo Ragno suggerisce di usare Mjolnir per trasportare loro e tutto l'Helicarrier nel Supremeverse. Le forze combinate di Ultimates, S.H.I.E.L.D., X-Men, Uomo Ragno e dei rimanenti Fantastici Quattro quindi si organizzano per salvare Reed Richards.

### Numero 5
Una volta giunti nel Supremeverse, Thor e Hyperion cominciano lo scontro, ma Nick Fury invia come supporto la Torcia umana e la Donna Invisibile. Inizialmente sembra che Hyperion abbia la peggio, ma la scarsa coordinazione tra i tre rende possibile la vittoria di Hyperion. A questo punto inizia un duro scontro tra gli Ultimates e lo Squadrone Supremo.

### Numero 6
I primi a scontrarsi sono Pietro e "Stan" la loro velocità non permette a tutti gli altri di vedere lo scontro. Iron Man e la Cosa sono i secondi a gettarsi nella mischia, a seguire il resto di entrambi gli schieramenti, l'unico che sembra non partecipare è l'Uomo Ragno. Reed nel frattempo viene bloccato nella base dello Squadrone da un gas soporifero.

### Numero 7
La battaglia è equilibratissima e Fury sembra voglia sfoderare un asso nella manica, ma viene colpito da scariche elettriche che poi mettono fuori gioco un plotone di soldati S.H.I.E.L.D. Il misterioso personaggio mette fuori combattimento anche Wasp e Scarlet e i loro rispettivi avversari.

### Numero 8
L'Uomo Ragno blocca Nick Fury e cerca di estorcergli delle informazioni, tuttavia Fury scappa per avvisare tutti del pericolo. Troppo tardi, il pericolo ha mostrato la sua forma e il suo potere, il Dottor Destino emerge dalle macerie con l'intenzione di conquistare quella dimensione.